# Stay by my side
「Stay by my side」（ステイ・バイ・マイ・サイド）は、2000年3月15日に発売された、日本の女性歌手・倉木麻衣の2作目のシングル。

## 概要
- 初のオリコンシングルチャート首位を獲得し、前作に続きこの作品もノンタイアップにもかかわらず出荷枚数100万枚を超えた（自身の歴代シングル売り上げ枚数第3位）。
- 前作に引き続きサウンドプロデュースはPerry Geyer、ミックスはMiguel Sá Pessoaが手がけた。カップリング曲の「Just Like You Smile Baby」と次作カップリング曲の「This is your life」も本作のA面候補楽曲として制作されていた。
- PVでは、教会で本人がゴスペル歌手とともに歌っている。撮影場所は品川教会。
- 表題曲は後に、初出演した2003年の『第54回NHK紅白歌合戦』で京都市南区の東寺にて歌われた。
- 累計売上枚数は922,140枚。

## 収録曲
1. Stay by my side (4:28)
  - 作詞：倉木麻衣　作曲：大野愛果　編曲：Cybersound

倉木が自身の楽曲の中で最も気に入っていると話している。レコーディングで採用されたのは仮歌テイクだったという。
2. Just Like You Smile Baby (4:08)
  - 作詞：倉木麻衣　作曲：北浦正尚　編曲：Cybersound

A面の候補曲として制作されていた。
3. Love, Day After Tomorrow （Day Tripper Drum'n' Bass Mix） (4:56)
  - Remixed by Toast
4. Stay by my side （Instrumental）(4:25)

## 参加ミュージシャン
- 倉木麻衣：Vocals & Backing Vocals (全曲)

Additional Musician
- マイケル・アフリック：Backing Vocals
- ペリー・ゲイヤー：Computer Programming
- グレッグ・ハークス：Keyboards
- ミゲル・サ・ペソア：Keyboards

## 収録アルバム
- delicious way（#1）
- Wish You The Best（#1）
- ALL MY BEST（#1）
- MAI KURAKI BEST 151A -LOVE & HOPE-（#1）
- Mai Kuraki Single Collection 〜Chance for you〜（#1）

## カバー
- 南條愛乃が、2016年7月13日発売の2ndアルバム『Nのハコ』でカバー。